# Al despertar
Al despertar è un singolo del cantante spagnolo Enrique Iglesias, estratto come terzo singolo dall'album Vivir del 1997.

## Classifiche
| Classifica (1998)                | Posizione più alta |
| -------------------------------- | ------------------ |
| U.S. Billboard Hot Latin Tracks  | 11                 |
| U.S. Billboard Latin Pop Airplay | 8                  |